# Jebung Lor
Jebung Lor is een bestuurslaag in het regentschap Bondowoso van de provincie Oost-Java, Indonesië. Jebung Lor telt 2435 inwoners (volkstelling 2010).